# Xã O'Hara, Quận Allegheny, Pennsylvania
Xã O'Hara (tiếng Anh: O'Hara Township) là một xã thuộc quận Allegheny, tiểu bang Pennsylvania, Hoa Kỳ. Năm 2010, dân số của xã này là 8.407 người.